# کافر (کتاب)

کافر: زندگی من

کافر کتابی نوشته آیان حرصی علی در سال ۲۰۰۷ است. کتاب به صورت خودزندگی‌نامه از زبان نویسنده و به کمک یک نویسنده همراه به زبان انگلیسی نوشته شده‌ است.
با توافق ناشر، این کتاب ابتدا با ترجمه هلندی به نام Mijn Vrijheid (آزادی من) در ۲۹ سپتامبر ۲۰۰۶ منتشر شد و نسخه انگلیسی کتاب در ۱ فوریه ۲۰۰۷ انتشار یافت.
کافر، زندگی‌نامه آیان حرصی علی از دوران کودکی تا جوانی او در سومالی، عربستان، اتیوپی، کنیا و سپس پرواز به آلمان و در نهایت پناهندگی در هلند، تجربه تحصیلش در دانشگاه لایدن، فعالیت‌های فمینیستی و از دست دادن تدریجی ایمانش، ورود او به پارلمان هلند، نوشتن فیلم تسلیم و قتل تئودور ون گوگ و در پایان بحث شهروندی و اقامت کنونی‌اش در آمریکا است.
به دلیل در نظر گرفتن امنیت شخصی، نویسنده همراه که در ترجمه انگلیسی کمک کرده، ناشناس باقی مانده‌ است.
این کتاب در فهرست پرفروش‌ترین‌های نیویورک تایمز قرار گرفته‌ است.